# Pietro Bontempo
Pietro Bontempo (Vasto, 4 novembre 1963) è un attore e regista italiano.

## Biografia
Nato a Vasto in provincia di Chieti, a 19 anni si iscrive all'Accademia Nazionale d'Arte Drammatica di Roma. Una volta ottenuto il diploma, comincia a lavorare in vari spettacoli teatrali; prende parte anche ad alcune fiction televisive e nel 1988 esordisce sul grande schermo con il film Adelmo.
Nel 2000 prende parte alla miniserie televisiva Uno bianca nei panni del poliziotto Michele Ferramonti.

## Filmografia

### Cinema
- Adelmo, regia di Rocco Mortelliti (1988)
- Via Paradiso, regia di Luciano Odorisio (1988)
- W Verde, regia di Ennio Marzocchini (1989)
- Acque di primavera, regia di Jerzy Skolimowski (1989)
- Majida, regia di Tony Occhiello (1990)
- L'anno del terrore, regia di John Frankenheimer (1991)
- Io speriamo che me la cavo, regia di Lina Wertmüller (1992)
- Steadycam, regia di Mario Canale (1994)
- Empoli 1921 - Film in rosso e nero, regia di Ennio Marzocchini (1995)
- La caccia, la preda e il cacciatore, regia di Andrea Marzari (1995)
- Festival, regia di Pupi Avati (1996)
- Il sindaco, regia di Ugo Fabrizio Giordani (1996)
- Intolerance, registi vari (1996)
- Asino chi legge, regia di Pietro Reggiani – cortometraggio (1997)
- Roseana's Grave, regia di Paul Weiland (1997)
- Amorestremo, regia di Maria Martinelli (2001)
- Bye Bye Berlusconi!, regia di Jan Henrik Stahlberg (2005)
- L'estate di mio fratello, regia di Pietro Reggiani (2005)
- Dora, regia di Sergio Basso – cortometraggio (2006)
- Il diavolo, regia di Andrea Lodovichetti – cortometraggio (2006)
- Niente, quasi, registi vari (2007)
- Itaker - Vietato agli italiani, regia di Toni Trupia (2012)
- Non scomparire, regia di Pietro Reggiani (2012)
- È stata la mano di Dio, regia di Paolo Sorrentino (2021)
- Piove, regia di Paolo Strippoli (2022)
- Dreams, regia di Elena Rotari (2023)

### Televisione
- Casa Vianello, regia di Cesare Gigli e Paolo Zenatello - sitcom
- Malaparte, regia di Pino Passalacqua (1983)
- Una lepre con la faccia di bambina, regia di Gianni Serra (1986)
- La primavera di Michelangelo, regia di Jerry London – miniserie TV (1990)
- Diario napoletano, regia di Francesco Rosi (1993)
- Don Milani - Il priore di Barbiana, regia di Andrea Frazzi e Antonio Frazzi – miniserie TV (1997)
- Il mastino, regia di Ugo Fabrizio Giordani (1997)
- Trenta righe per un delitto, regia di Ugo Fabrizio Giordani – miniserie TV (1998)
- L'avvocato delle donne, regia di Andrea Frazzi e Antonio Frazzi – miniserie TV (1999)
- Distretto di Polizia, regia Renato De Maria – serie TV, episodio 1x11 (2000)
- Uno bianca, regia di Michele Soavi – miniserie TV (2000)
- Il testimone, regia di Michele Soavi – miniserie TV (2001)
- Cinecittà, regia di Alberto Manni (2003)
- Nero Wolfe – serie TV (2012)
- Un passo dal cielo 2 – serie TV (2012)
- Provaci ancora prof 5 – serie TV (2013)
- Baciato dal sole, regia di Antonello Grimaldi – miniserie TV (2015)
- Squadra mobile - Operazione Mafia Capitale – serie TV (2017)
- Suburra - La serie – serie TV, episodio 3x03 (2020)
- Christian – serie TV, episodio 1x03 (2022)
- The Good Mothers – serie TV, 4 episodi (2023)
- La lunga notte - La caduta del Duce, regia di Giacomo Campiotti – serie TV, episodi 5-6 (2024)

## Teatro

### Attore
- Le due commedie in commedia di Giovan Battista Andreini, regia di Luca Ronconi
- La fidanzata povera di Alexander Ostrovsky, regia di Luca Ronconi
- Le vergini di Norimberga di Aldo Trionfo, regia di Aldo Trionfo
- Venite tucte... di Jacopone da Todi, regia di Angelo Corti
- La pena di vivere così di Luigi Pirandello, regia di Andrea Camilleri
- Poesia in forma di rosa di Pier Paolo Pasolini, regia di Enzo Siciliano
- Medea di Lucio Anneo Seneca, regia di Franco Ricordi, 1986
- Storie di un bosco viennese di Ödön von Horváth, regia di Daniela Bortignoni
- Lo spirito della morte di Rosso di San Secondo, regia di Renato Mambor
- The fairy queen di William Shakespeare, regia di Luca Ronconi
- I dialoghi delle carmelitane di Georges Bernanos, regia di Luca Ronconi
- Calcoli, regia di Gianni Clementi

### Mimo
- Ifigenia in Tauride di Niccolò Iommelli, regia di Luca Ronconi, Teatro Petruzzelli di Bari, 1986

### Regista
- La presidentessa di Maurice Hennequin e Pierre Veber
- L'histoire du soldat di Charles-Ferdinand Ramuz
- Il bosco di David Mamet
- Hopscotch di Israel Horovitz
- Gli insospettabili di Enzo Monteleone da Anthony Shaffer
- Bambino grande bambino morto di Claire Dowie
- Spezzati cuore mio di Arnold Wesker
- The skinhead Hamlet di Richard Curtis
- Il linguaggio della montagna di Harold Pinter
- The blu hour. American sketches di David Mamet
- Simpatico di Sam Shepard
- Norway today di Igor Bauersima
- Impresa di famiglia di Pierpaolo Palladino
- Eunuchus, di Publio Terenzio Afro, Teatro Romano di Ferento, 3 agosto 2010

## Doppiaggio
- Colin Farrell in Sotto corte marziale
- Paul Lazar ne Il silenzio degli innocenti[1]
- Jan Hammenecker in Tango Libre
- Enis Beslagic in Benvenuto Mr. President